# Myria-
Prefixet myria betyder 10 000, alltså {\displaystyle 10^{4}}. Det kommer ursprungligen från det grekiska ordet myriad.
Prefixet används numera mycket sällan, men det används till exempel i ordet myriameter (10 km), myrialiter (10 000 liter), myriagram (10 kg) och i det latinska namnet för mångfoting (myriapoda). 